# Hospital San Juan de Dios (Guatemala)
El Hospital General San Juan de Dios de Guatemala fundado originalmente por la Orden Hospitalaria de San Juan de Dios en 1667 en la ciudad de Santiago de los Caballeros de Guatemala durante la colonia española, se trasladó a la Ciudad de Guatemala tras los destrozos provocados por los terremotos de Santa Marta en 1773.  Ya en la nueva ciudad, estuvo localizado en el extremo oeste de la ciudad en donde sobrevivió los terremotos de 1917-18 y el de 1976, hasta que fue trasladado a su moderna sede en 1981, construida por el gobierno del general Fernando Romeo Lucas García.

## Historia

### Llegada de la orden de San Juan de Dios
En 1630, procedentes de México arribaron a la Muy Noble y Muy Leal ciudad de Santiago de los Caballeros de Guatemala, hermanos de la Orden Hospitalaria de San Juan de Dios, bajo la dirección del Padre Fray Carlos Cívico de la Cerda, así como otros religiosos, cuyo objetivo fue el de presentar la solicitud de administrar el hospital de la ciudad. A la solicitud se acompañó no sólo la promesa de asistir a enfermos y la atención del hospital, sino la de cumplir con lo dispuesto por el Rey de España en 1632, de tratar con servicios médicos a los habitantes de América de la misma forma que al resto de los vasallos españoles.
Los religiosos de San Juan de Dios fundaron su convento en 1636 y a partir de entonces estuvieron a cargo de los hospitales en el Capitanía General de Guatemala.  Los hospitales eran:
- San Alejo: para indígenas
- San Pedro: para eclesiásticos
- Santiago: para españoles y mulatos
- San Lázaro
- San Juan de Dios: en 1667 el hospital de San Alejo fue entregado a los Hermanos de San Juan de Dios por los dominicos que lo habían administrado hasta entonces y en 1685, San Alejo y Santiago se unieron, formando el hospital de San Juan de Dios.[3]

En 1684 tomó posesión de la Capitanía General de Guatemala Enrique Henríquez de Guzmán, miembro del consejo de guerra y de la junta de Indias y de armadas quien reedificó el Hospital San Juan de Dios con cinco mil pesos propios y con mil pesos obtenidos en limosnas de los fieles. La estructura del hospital consistía de un terreno de ochenta y un varas de largo por cuarenta y dos de ancho en el que estaba construida una iglesia de veintiocho varas de largo por once de ancho, un convento, un monasterio, y estructuras habitables para atender pacientes. Además, contaba con amplios patios, que fueron utilizados como cementerios de emergencia tras el terremoto de 1773.

### Terremotos de Santa Marta
Después de los terremotos de 1751, se renovaron muchos edificios y se construyeron numerosas estructuras nuevas, de tal modo que para 1773 daba la impresión de que la ciudad era completamente nueva. La mayoría de las casas particulares de la ciudad eran amplias y suntuosas, al punto que tanto las puertas exteriores como las de las habitaciones eran de madera labrada y las ventanas eran de finos cristales y tenían portales de madera labrada. Era frecuente encontrar en las residencias pinturas de artistas locales con marcos recubiertos de oro, nácar o carey, espejos finos, lámparas de plata, y alfombras delicadas. Y los templos católicos eran magníficos: había veintiséis iglesias en la ciudad, y quince ermitas y oratorios; la catedral era la estructura más suntuosa: tenía tres espaciosas naves, con dos órdenes de capillas a los lados, con enormes puertas de acceso que eran labradas y doradas. En cuanto a suntuosidad, le seguían las iglesias de las órdenes religiosas de los dominicos, franciscanos, mercedarios y recoletos, demostrando el poder económico y político que el clero regular tenía en ese entonces. En estos templos todas las paredes estaban cubiertas de retablos tallados y dorados, espejos y pinturas ricamente guarnecidas e imágenes religiosas talladas esmeradamente; en el techo había tejas de madera dorada o esmaltada que cubrían los cruceros y bóvedas principales.
Así se encontraba la ciudad en mayo de 1773 cuando empezaron a sentirse pequeños sismos, los cuales fueron incrementando su intensidad y el 11 de junio con un temblor que dañó algunas casas y edificios; los más dañados fueron:
- Iglesia de las monjas Carmelitas
- Iglesia de Santo Domingo
- Hospital Real de San Juan de Dios[10]

### Traslado a la nueva capital de Guatemala
La devastación causada por los terremotos de Santa Marta en los años 1773 y 1774 en Santiago de los Caballeros, en el Valle de Panchoy, hizo que el capitán general Martín de Mayorga ordenara el traslado de la Capital, a un nuevo lugar, escogiendo al final la Nueva Guatemala de la Asunción, en el Valle de la Ermita, en donde el nuevo Hospital General San Juan de Dios fue abierto al público en octubre de 1778.  Solamente la escultura del santo patrono del hospital sobrevivió al terremoto;  las demás fueron enviadas a la Inquisición para que las quemara porque habían quedado destruidas por los sismos.
Las condiciones del hospital durante los años posteriores al terremoto eran deplorables, tanto en la ciudad de Santiago de los Caballeros como en la Nueva Guatemala de la Asunción; de esta cuenta, hubo una epidemia de tifo exantemático en la arruinada ciudad entre 1773 y 1774, causada por las míseras condiciones de vida de la población más pobre de la ciudad, que fue desplazada hacia las montañas por los sismos, y luego otra de viruela en 1780 en la nueva ciudad, causada por las pésimas condiciones sanitarias de la misma. En el combate de ambas epidemias tuvo un papel más que destacado el eminente médico guatemalteco José Felipe Flores, quien implementó un exitoso plan de inoculación para combatir la epidemia de viruela en 1780, tan solo unos meses después de recibir la borla de médico.
Flores ingresó al Hospital San Juan de Dios en 1781, en sustitución del fallecido doctor Mariano Rodríguez del Valle, e impuso un sistema de curaciones científicas lo que redujo considerablemente la mortandad de pacientes.  Pero el momento histórico que se vivía, con una ciudad que apenas se estaba construyendo, hacía muy difícil la subsistencia del hospital.  En agosto de 1785 solicitó al gobierno que adquiriera el instrumental del doctor Alonso de Carriola, quien se había retirado para entrar a un monasterio; cuando Carriola se enteró de la solicitud se negó rotundamente a cobrar por los instrumentos y los donó íntegramente al hospital.
En cuanto a las antiguas instalaciones en Santiago de los Caballeros, las mismas quedaron abandonadas hasta que en julio de 1815 un músico llamado Vicente Sáenz solicitó que se le vendieran ya que el local se encontraba en total abandono y le convenía más a la orden hsopitalaria venderlo para obtener algunas rentas.  Los miembros de la hermandad solicitaron ayuda a las autoridades para valuar su propiedad arruinada y tras varios estudios se determinó que la misma costaba quinientos sesenta y nueve pesos, y la orden decidió que se notificara a Sáenz y que se hicieran pregones por si aparecía un mejor postor.  Al final, en 1818, se presentó el señor José Baucelles como posible comprador, pero al no convenir un precio que satisficiera a ambas partes, se decidió postergar el asunto para una mejor oportunidad -la cual ya no se produjo pues en 1821 se independizó Centroamérica de España y en 1829 los liberales expulsaron a las órdenes religiosas del territorio centroamericano.
Los primeros profesionales de la medicina en atender en la nueva Capital fueron Toribio Carvajal, cirujano, y Mariano Rodríguez del Valle; este último llegó a ser sustituido por el doctor José Felipe Flores. También se puede mencionar a los doctores Manuel Vásquez de Molina, Joseph Antonio de Córdova, Juan Antonio Ruiz de Bustamante, Manuel de Merlo, Alonzo de Carriola y Francisco Deplanquez.
El nuevo hospital estaba ubicado a ochocientos metros del Parque Central de la Ciudad de Guatemala y ocupaba un área de veintidós mil quinientos metros cuadrados.  Originalmente colindaba con el Asilo de Dementes al sur y con el cementerio de San Juan de Dios hacia el oeste; la construcción inicial era pequeña y tenía únicamente un nivel, por temor a los terremotos que habían asolado a la ciudad de Santiago de los Caballeros de Guatemala.
Junto al Hospital de San Juan de Dios, que era público, se construyó el Hospital de San Pedro, donde se asistía a los eclesiásticos.  Este funcionó durante la colonia española y luego durante el gobierno conservador del general Rafael Carrera y Turcios.  Tras la revolución liberal, este hospital se convirtió en el departamento de las Hermanas de la Caridad que asistían a los enfermos.

### Tras las revolución liberal de 1871

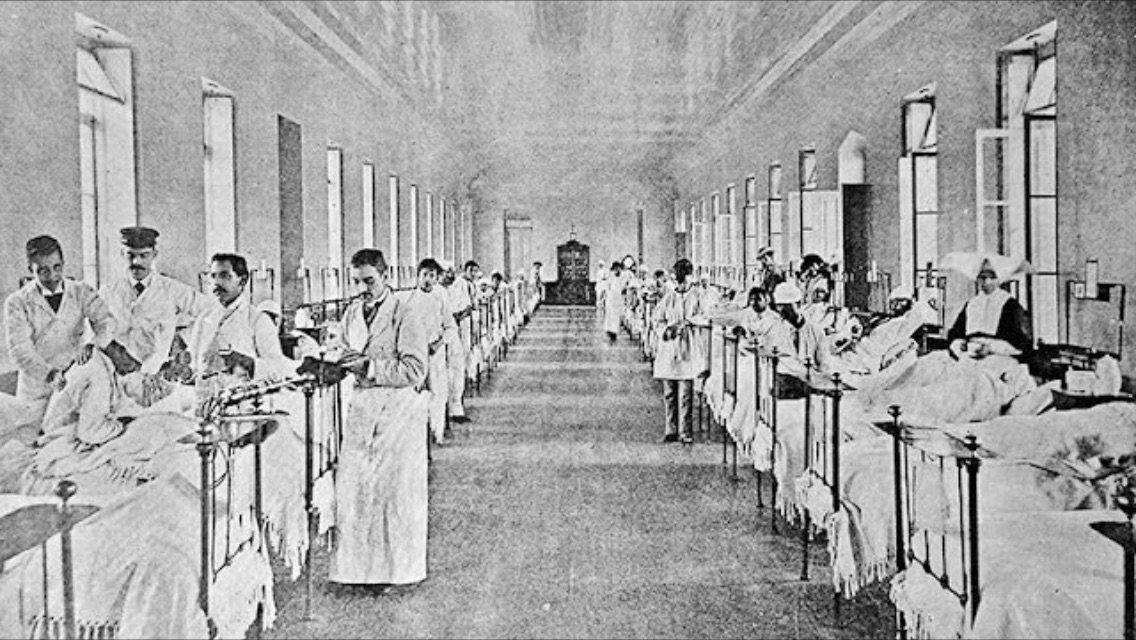
Sala de pacientes en 1897.
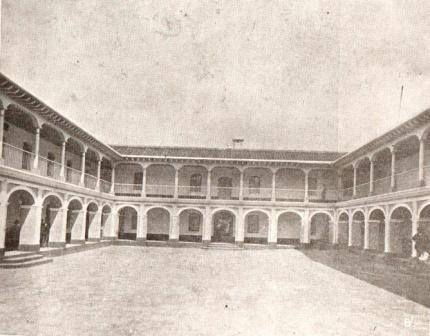
Antiguo Hospital de San Pedro para eclesiásticos, convertido en el pabellón donde residían las Hermanas de la Caridad tras la Revolución Liberal de 1871.
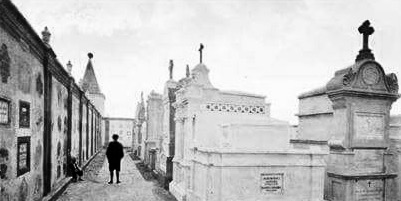
Cementerio San Juan de Dios, adyacente al hospital. Fue cerrado en 1881, y las últimas osamentas trasladadas al Cementerio General en 1929.
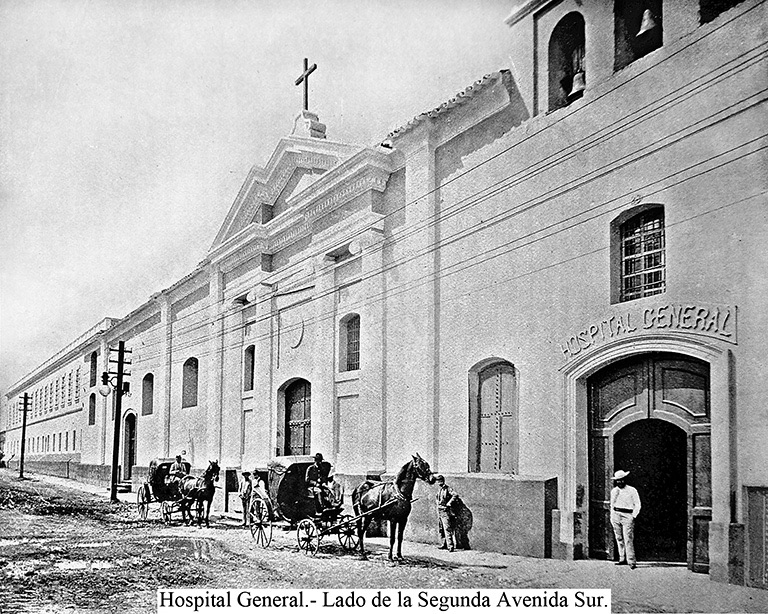
Fachada sobre la 2.ª avenida sur en la década de 1910, antes de los terremotos de 1917-18.

#### Dependencias
- Cementerio San Juan de Dios: este cementerio del Hospital funcionó desde 1831 hasta 1881, cuando fue inaugurado el Cementerio de la Ciudad de Guatemala.[24][25] Los últimos restos fueron trasladados al Cementerio General en 1929. Una de las razones por la que fue clausurado fue porque era muy deprimente que los enfermos del Hospital vieran los sepelios mientras estaban hospitalizados. Entre las personalidades que fueron enterradas allí están:  la mayoría de próceres de la independencia, Pedro Molina Mazariegos, José Batres Montúfar, y otros. El general Miguel García Granados y su hija María García Granados y Saborío —«La Niña de Guatemala»— fueron enterrados allí originalmente, pero posteriormente sus restos fueron trasladados al entonces nuevo Cementerio General.[26] Los terremotos de 1917-1918 lo destruyeron, dejando soterrados innumerables restos humanos. Estaba localizado entre la 10.° y la 12 calles y entre la 1.° avenida y la Avenida Elena; en su ligar se construyó el asilo de dementes.

- Cementerio General: En 1880 se construyó el Cementerio General de la Ciudad de Guatemala y los restos fueron exhumados desde el cementerio de San Juan de Dios hasta el nuevo camposanto;  cuando se terminaron de trasladar, el terreno pasó a ser una dependencia del hospital.[22] En 1881 se anexó a la ciudad el cantón de «la Candelaria» y de «la Parroquia» y en 1882 se lotificaron los llanos del Hospital San Juan de Dios, creando el Cantón «Elena».[a]

- Plaza de Toros Colonial: En esos años, el Hospital tenía como beneficio el uso o arrendamiento de la Plaza de Toros Colonial, que se encontraba frente a la Estación Central del Ferrocarril, al sur del Centro Histórico de la Ciudad de Guatemala; el Hospital administraba el mantenimiento y reparación de la Plaza de Toros, y los ingresos de los eventos taurinos y de espectáculos de acróbatas eran utilizados para el funcionamiento del nosocomio.[24][25]

- Asilo «La Piedad»: originalmente conocido como «Lazareto de efelfanciacos»[27] era el ala destinada al albergue de los enfermos de lepra.[28]

#### Operación del Hospital

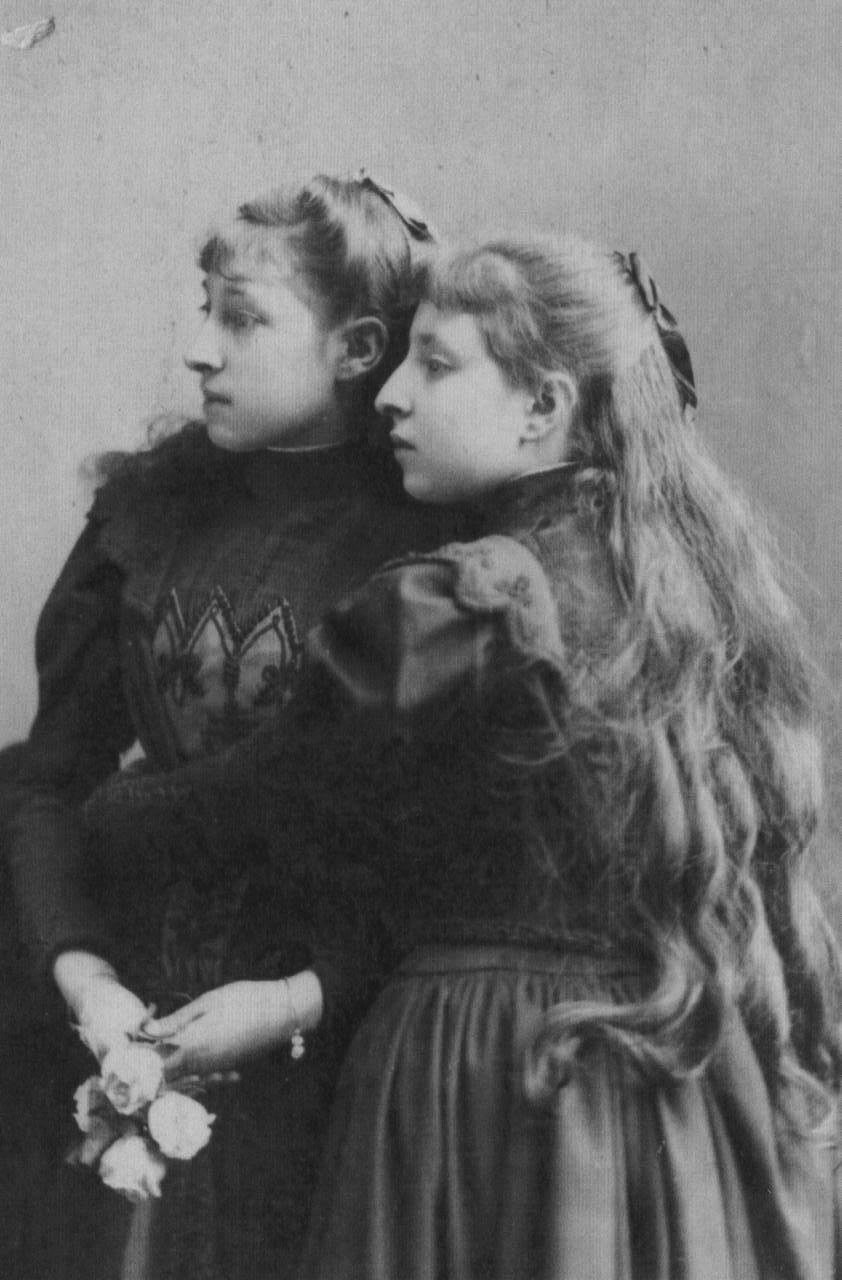
Elena Barrios Aparicio-a la izquierda de la fotografía, junto a su hermana María de la Luz Barrios Aparicio- murió soltera aunque heredó de su madre el título de tercera Marquesa de Vistabella. En honor ella la avenida del Hospital San Juan de Dios en la Ciudad de Guatemala se llamó «Avenida Elena».

En 1897 la construcción del edificio del hospital había aumentado considerablemente y ya se había construido un segundo nivel que albergaba al departamento de médicos practicantes, las oficinas, la Casa de Salud de mujeres, y cuatro salas de medicina; en total, el hospital tenía un departamento de hombres y uno de mujeres, con una Casa de Salud para cada departamento y diecinueve salas de atención, que estaban distribuidas así: en el servicio para hombres, había tres salas de medicina, tres de cirugía, una clínica oftalmológica, una clínica para enfermedades venéreas, y dos servicios para niños. En el departamento de mujeres había tres salas de medicina, dos de cirugía, una clínica oftalmológica, un servicio de ginecología y el servicio de partos.  Para ayudar a eliminar el aire viciado de los enfermos y permitir el ingreso de abundante luz, el edificio contaba con veinticinco ventanas en el primer nivel y veintisiete en el segundo cada una con una superficie aproximada de dos metros cuadrados; la aereación estaba asegurada durante la noche por bocas de aire colocadas al nivel del suelo y por la abertura de los vidrios superiores de las ventanas, lo que contribuía a formar un sistema de ventilación ascendente.
Los techos eran de madera americana, empalmados en ángulo curvilíneo con los muros, y como éstos, estaban protegidos por una doble capa de pintura de aceite; estaban diseñados de esta forma para eliminar el sistema de cielo falso, que adolecía de los defectos de tener ángulos rectos que formaban espacios muertos en donde el aire se estanca y se detiene creando acumulaciones de polvo y múltiples elementos patógenos y de servir de madriguera de todo tipo de roedores e insectos. Los muros eran de ladrillo, tenían un espesor de ochenta centímetros y estaban cubiertos de una doble capa de pintura acrílica y barniz para que pudieran ser limpiados regularmente para eliminar polvo y partículas patógenas. Finalmente, los corredores eran amplios y con abundante ventilación, pues estaban rodeados por arcos de estilo toscano y una baranda de hierro de un metro de alto.
El mobiliario de las habitaciones era sencillo pero funcional; estaba formado por materiales fácilmente esterilizables que podían incluso hornearse si era necesario.  Las camas eran de hierro y tenían en la cabecera una plancha del mismo metal para colocar mediciones, alimentos, el cuadro de filiación del enfermo, el número de la cama y la dieta que se debía administrar al paciente; al pie de la cama había una plancha que servía como pupitre para los médicos y practicantes y que tenía el cuadro de temperatura del paciente. Completaban los servicios al paciente una mesa de noche y una silla aséptica en caso de que el paciente no pudiera ir al baño por sus propios medios.
Los heridos que ingresaban por la noche se alojaban en un pabellón aparte y había tres pabellones de aislamiento para hombre y cuatro para mujeres. El hospital también contaba con farmacia, dos salas de operaciones -una para el departamento de hombres y la hora para el de mujeres-, un elegante anfiteatro aislado del resto del edificio un pabellón para el arsenal quirúrgico y otro para la consulta gratuita, que atendía todos los días de 8 a 9 de la mañana. Finalmente, el hospital contaba con su propia iglesia y cada sala tenía un altar para los enfermos; también estaba equipado con su propia cocina, panadería, molienda, jabonería, carpintería, herrería, lavandería, colchonería y costurería.
La Casa de Salud para hombres, que era el hospital privado para pacientes acomodados, contaba con trece habitaciones suficientes para diecisiete enfermos, departamento de hidroterapia, inodoros particulares, jardín y cocina; por su parte, la Casa de Salud para mujeres era más amplia que la de hombres, aunque solamente tenía diez habitaciones con capacidad para catorce enfermas, sala de operaciones y cocina.
El personal del hospital consistía de un director, secretario facultativo, siete médicos, dos ayudantes de clínica, nueve practicantes internos, veinticuatro Hermanas de la Caridad y algunas novicias, todos los estudiantes de medicina del tercer al sexto año de la carrera, treinta enfermeros y cuatro porteros.  A principios del siglo xx asistían diariamente un promedio de quinientos pacientes, y el hospital tenía capacidad para alojar cómodamente a seiscientos cincuenta; de acuerdo a los registros disponibles en esa ápoca, el Hospital General había atendido a doscientos ochenta y seis mil pacientes en los últimos cincuenta años del siglo xix de los cuales fueron curados doscientos sesenta y cuatro mil, y veintidós mil fallecieron, recibiendo sepultura en el cementerio anexo.
Ya en el siglo xx y debido al terremoto del 4 de febrero de 1976, el Hospital se vio en la necesidad de trasladar algunas de las áreas de atención médica al Parque de la Industria, en la zona 9 de la Ciudad de Guatemala. Las atenciones trasladadas fueron: Emergencia, Ginecología y Obstetricia, Medicina, Pediatría y Traumatología, entre otras.
En 1981 el Hospital se trasladó a las modernas instalaciones construidas por el gobierno del general Fernando Romeo Lucas García.

### Problemas presupuestarios en 2015

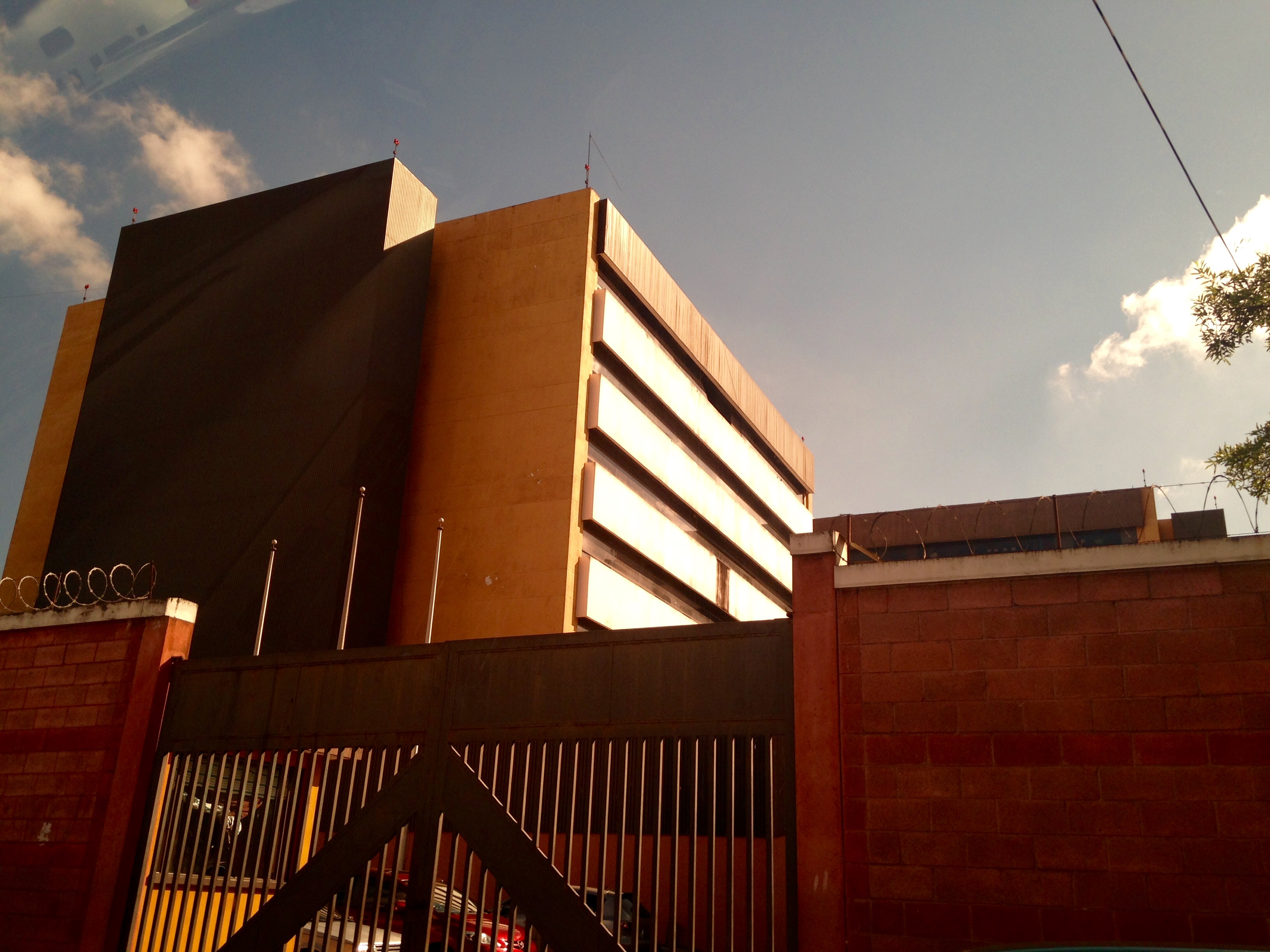
Instalaciones del hospital a principios de 2016.

El 27 de mayo de 2015, en medio de la aguda crisis administrativa y política originada por los casos de corrupción de «La Línea» y de «IGSS-Pisa» que descubrió la Comisión Internacional contra la Impunidad en Guatemala, la Junta Directiva de Médicos del Hospital General San Juan de Dios manifestó su inconformidad sobre la situación de ese nosocomio, indicando que se encontraba al borde del colapso, ya que tenía un déficit del 42% en cuanto al presupuesto asignado.  Dicho déficit afectaba la adquisición de alimentos, medicamentos, pago de servicios y adquisición de material quirúrgico.
Los médicos señalaron que el presupuesto necesario para el funcionamiento adecuado del hospital es de cuatrocientos ochenta y tres millones de quetzales, pero que el presupuesto asignado por el Ministerio de Salud Pública y Asistencia Social de Guatemala para 2015 fue de únicamente dosciento ochenta y dos millones de quetzales. Además, indicaron que era urgente que el Ministerio de Salud pagara la deuda de ciento treinta y tres millones de 2014, la cual aumentaba el déficit al 54%.  Esta situación colocó al hospital en una posición muy difícil porque sus proveedores no están dispuestos a entregar los insumos indispensables para la atención de los pacientes hasta que no se les cancelen sus pagos.
La Junta Directiva de Médicos enfatizó en que solicitan que el Ministerio de Salud asumiera la responsabilidad de la crisis hospitalaria, ya que de no haber una ampliación presupuestaria, los médicos iban a cerrar las consultas externas a partir del 1 de junio de 2015.  Los médicos también añadieron que piden la renuncia del Ministro y viceministros de Salud, por considerarlos incapaces en el desempeño de sus labores.
Consultado al respecto el ministro de Salud, Luis Monterroso, declaró que la misma preocupación que expresó entender lo solicitado por la Junta Directiva de Médicos y que el día 26 de mayo ya habían invertido sesenta y siete millones de quetzales en los hospitales Roosevelt y San Juan de Dios, de los cuales quince millones iban a ser utilizados para operaciones inmediatas de ambos.
El 16 de junio de 2015 los médicos del hospital se declararon en alerta amarilla e indicaron que debido a la falta de insumos solamente estarán atendiendo emergencias graves que les lleven las unidades de bomberos; por su parte, el ministro de Salud indica que se creó una comisión que se hará cargo de la compras de urgencia para el hospital.
En una irónica situación, la exvicepresidente Roxana Baldetti, quien renunció el 9 de mayo de 2015 por las implicaciones del Caso de La Línea y acusada de ser responsable indirecta de la crisis hospitalaria, tuvo que ser atendida en el Hospital General por problemas gastrointestinales y del corazón el 2 de noviembre de 2015, pero no pudo lograr que la atendiera un gastroenterólogo y tras firmar su propio descargo, retornó a prisión en el Centro de Detención Preventiva para Mujeres Santa Teresa, donde estaba detenida provisionalmente luego de su captura por el caso de corrupción.

## Hospital psiquiátrico
El «Asilo de Dementes», como originalmente se le decía al hospital psiquiátrico, se empezó a construir por iniciativa de Luis Asturias Pavón el 24 de octubre de 1886; la primera piedra fue colocada por el entonces presidente de Guatemala, general Manuel Lisandro Barillas Bercián. El 10 de marzo de 1890 se inauguró el hospital, que estaba en la parte sur del Hospital General San Juan de Dios.  El edificio era suntuoso en su interior aunque de apariencia sencilla en su exterior y tenía cien metros de frente por doscientos de fondo; dependía de las casas de beneficencia, quienes designaban a su director, y además contaba con un vicedirector, un inspector administrativo, dos médicos, un practicante interno y cinco hermanas de la caridad.
El Asilo estaba dividido en dos departamentos: uno de hombres y uno de mujeres, los que a su vez se subdividían en tres secciones.  Las secciones eran: la de pensionistas, la de dementes pacíficos y la de locos furiosos.  El servicio común era gratuito.  En el departamento de hombres, los pensionistas había ocho cuartos completamente separados, con patios y jardines, mientras que en el de dementes pacíficos había seis dormitorios, un comedor, tres salones de recreo y treinta y ocho cuartos, que albergaban a por lo menos cincuenta pacientes. En el departamento de mujeres había tres dormitorios, treinta cuartos y ochenta camas, además de comedores y salón de entretenimiento.
El edificio tenía diez patios grandes, bien ventilados y con elegantes jardines; todas sus habitaciones estaban bien ventiladas y eran amplias, y el personal lo mantenía en completo orden y limpieza.  Los pacientes furiosos se encontraban en dos piezas guarnecidas por una sólida reja de hierro en el segundo nivel del edificio.
En 1923 se nombró director del mismo al médico Carlos Federico Mora, quien cuatro años más tarde rebautiza a la institución como «Asilo de Alienados». En 1947, el director —el médico Miguel Molina— le cambió nuevamente el nombre por «Hospital Neuropsiquiátrico», el cual se incendia el 14 de julio de 1960; los sobrevivientes fueron trasladados a la finca «La Verbena», en la zona 7 de la Ciudad de Guatemala. En la década de 1970 se emprende un proyecto con la concepción de ser un centro asistencial tipo granja y se le denomina «Carlos Federico Mora». Por fin, en marzo de 1983, ambos lugares se fusionan por orden del gobierno de facto y se nombra Hospital Nacional de Salud Mental, que en la actualidad se sitúa en la zona 18, a un costado del Preventivo para varones.

## Galería de imágenes

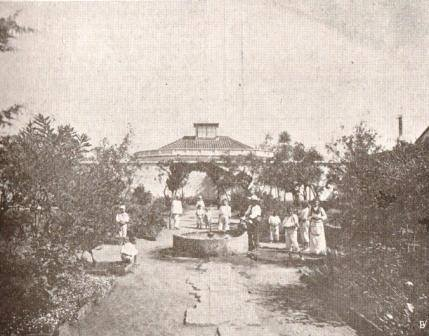
Patio central
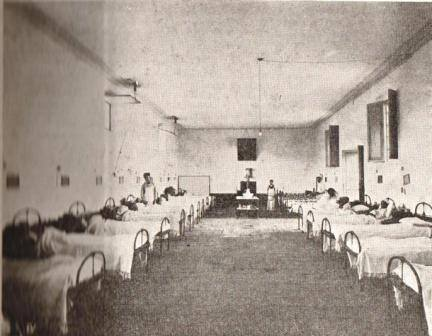
Sala de enfermería
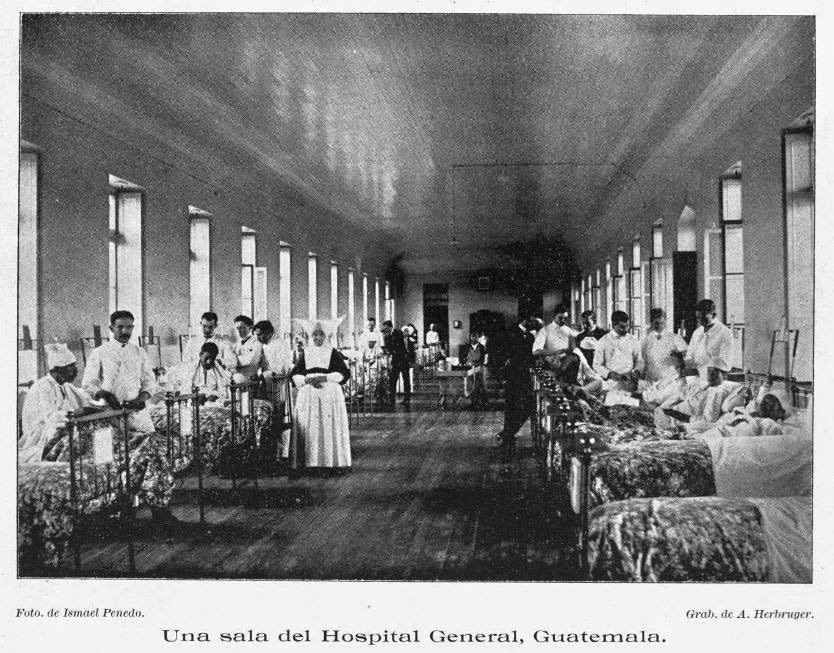
Sala de pacientes en 1911.
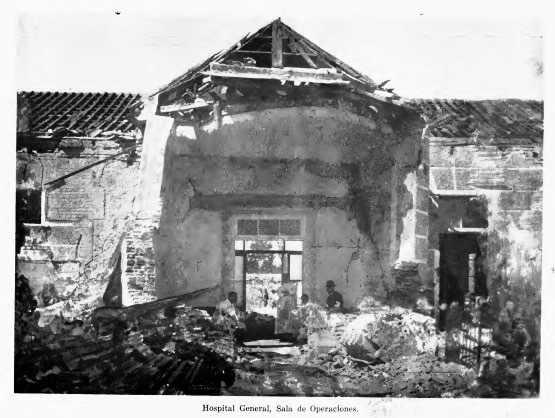
Hospital en ruinas tras los terremotos de 1917-18
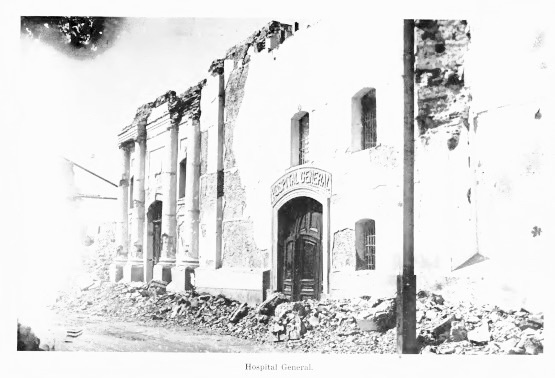
Hospital en ruinas tras los terremotos.